# Huis van Bewaring (Assen)
Het Huis van Bewaring in Assen, vroeger ook wel huis van arrest genoemd, is gebouwd omstreeks 1840.
Het gebouw staat aan de Brink, naast het in 1840 gebouwde Paleis van Justitie. Het is een eenvoudig gebouw, opgetrokken in baksteen op een rechthoekige plattegrond. In het Huis werden mensen in hechtenis gehouden. 
In 1944 vond een overval op het Huis van Bewaring plaats. In de bestrating voor de entree werd in 2000 een plaquette geplaatst ter herinnering aan mensen die tijdens de Tweede Wereldoorlog vanuit het Huis werden weggevoerd.

## Waardering
Het pand werd in 1965 als rijksmonument in het monumentenregister ingeschreven en maakt onderdeel uit van het beschermd stadsgezicht.